# رباط خاجی‌تکمه‌ای
رُباط خاجی‌تُکمه‌ای یا رباط ساکروتوبروس (به انگلیسی: Sacrotuberous ligament) رباطی است که استخوان خاجی (ساکروم) را به برجستگی تکمه‌ای نشیمنگاهی استخوان نشیمنگاهی (ایسکیوم) متصل می‌کند. بخش اتصالی این رباط به استخوان خاجی، قسمت تحتانی سطح طرفی آن است. رباط خاجی‌تکمه‌ای همچنین به استخوان دنبالچه، خار تهیگاهی بالایی پیشین و خار تهیگاهی پایینی پیشین اتصال دارد. این رباط و رباط خاجی‌خاری (ساکرواسپینوس) در ایجاد سوراخ سیاتیک بزرگ و کوچک نقش دارند. رباط‌های خاجی‌تکمه‌ای، به‌طور قوی لگن‌ها و حرکت رو به جلوی خاجی را تثبیت می‌کنند.

## نگارخانه

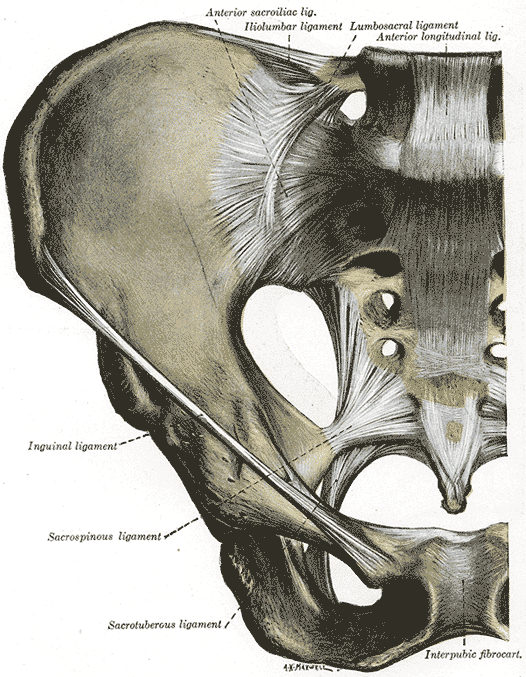
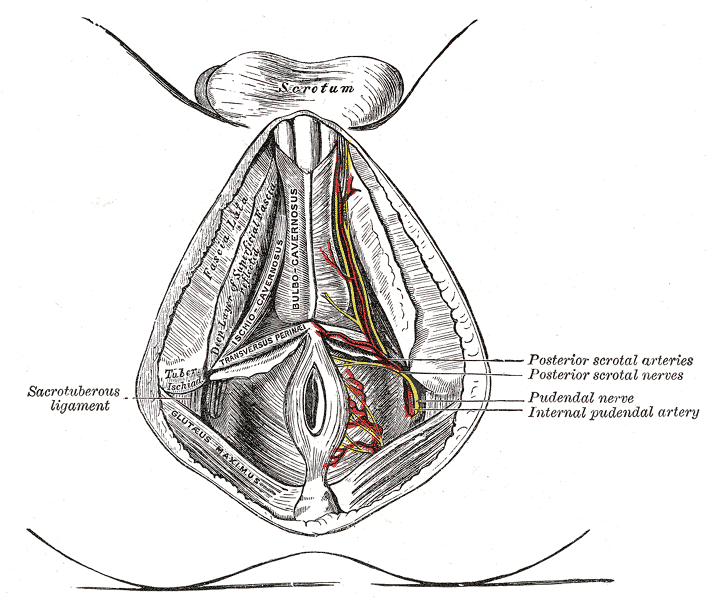
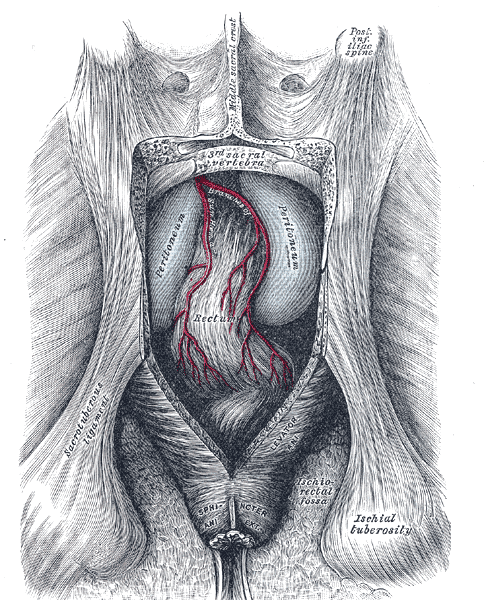
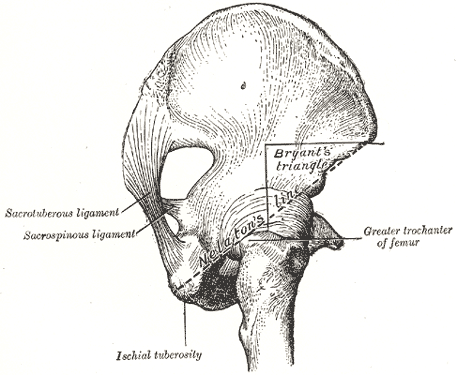